# Calamagrostis ophitidis
Calamagrostis ophitidis là một loài thực vật có hoa trong họ Hòa thảo. Loài này được (Howell) Nygren mô tả khoa học đầu tiên năm 1954.

## Hình ảnh

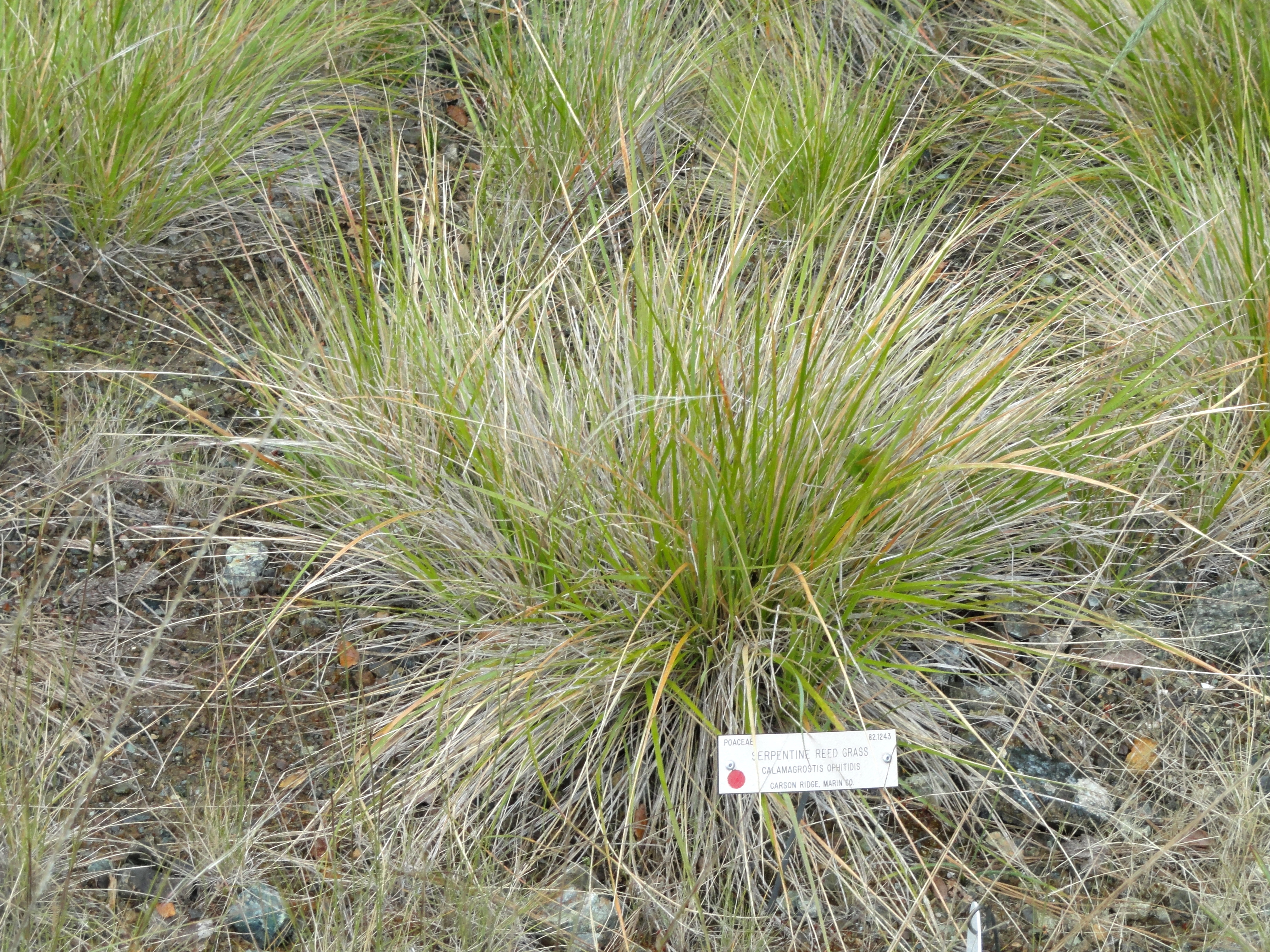